# Broszniów-Osada
Broszniów-Osada, do 2012 Broszniów (ukr. Брошнів-Осада) – osiedle typu miejskiego na Ukrainie, do lipca 2020 r. w rejonie rożniatowskim, obecnie w rejonie kałuskim obwodu iwanofrankiwskiego.
Znajduje tu się przystanek kolejowy Broszniów, położony na linii Stryj – Iwano-Frankiwsk (odcinek dawnej Galicyjskiej Kolei Transwersalnej).
Podczas okupacji niemieckiej w Broszniowie-Osadzie istniały dwa obozy pracy dla Żydów, zlikwidowane w 1943 roku; w sumie Niemcy rozstrzelali kilkuset Żydów. Miejscowa ludność uratowała w ukryciu 122 żydowskich dzieci. 